# Mariano Corrales
Mariano Corrales Lausín (Zaragoza, ?) fue un ciclista español que corrió durante la década de 1950. En su palmarés destacan dos victorias de etapa a la Vuelta en Cataluña, el 1951 y 1954.

## Palmarés
- 1951
  - 1º en el Trofeo Jaumendreu
  - Vencedor de una etapa a la Volta a Cataluña
- 1953
  - 1º en el Gran Premio Pascuas
  - 1º en la Clásica a los Puertos
  - Vencedor de una etapa a la Vuelta en Asturias
- 1954
  - Vencedor de una etapa a la Volta a Cataluña
- 1955
  - Vencedor de una etapa a la Vuelta en Andalucía
  - Vencedor de una etapa a la Vuelta en Asturias
  - Vencedor de una etapa a la Vuelta a Levante

### Resultados a la Vuelta en España
- 1955. Abandona